# Batman: Arkham City
Batman: Arkham City je videohra žánru akční adventura vyvinutá vývojářskou firmou Rocksteady Studios. Hra je založená na postavě superhrdiny Batmana, podle komiksu firmy DC Comics. Hra byla vydána společností Warner Bros pro PlayStation 3, Xbox 360 a Microsoft Windows. Hra byla poprvé oficiálně oznámena na Spike Video Game Awards v roce 2009 a byla celosvětově vydána do prodeje pro konzole 18. října 2011 a poté i pro Microsoft Windows 22. listopadu 2011.

## Děj
Příběh nás zavede do období asi rok po hře Arkham Asylum. Vykoupila se chudinská čtvrť, aby se mohli zločinci volně prohánět ulicemi a zároveň byli ve vězení a to pod kontrolou skupiny TIGER, kterou vedl doktor Hugo Strange. Katastrofa byla otázkou času. A to věděl i Batman, který se dostal do města. Příběh začal v momentě, kdy Batman zaslechl, že Two-face drží Catwoman v zajetí a chystá se ji popravit. Batman ji tedy šel zachránit, ale řadou okolností se stalo, že se do hry zapojil i Joker, Mr. Freeze, Ra's al Ghul či Bane. Batman se také musel vypořádat se samotným doktorem Strangem, protože ten totiž věděl, že Batman je Bruce Wayne a hodlal to prozradit celému Gothamu.

## Prodej
Celosvětově se v prvním týdnu po vydání prodalo 2 miliony kusů z celkového počtu 4,6 milionu vydaných kusů. Tím se z Batman: Arkham City stala jedna z nejrychleji prodávaných her v historii. Do 8. února 2012 bylo celosvětově vydáno celkem 6 milionů kusů hry. V Británii se Batman: Arkham Asylum umístil v prvním týdnu po zahájení prodeje na prvním místě jako nejprodávanější hra na PC, PS3 i Xbox 360.

## Přijetí od kritiky
Batman: Arkham City obdržel od profesionálních kritiků velmi vřelé přijetí jak v České republice, tak i v zahraničí. Od jednoho z nejdůležitějších herních serverů GameRankings obdržel 95,94 % pro PS3 verzi, 94,13 % pro Xbox 360 verzi a 90,69 % pro PC verzi. Od českého serveru Bonusweb obdržel hodnocení 90 % pro PC i Xbox 360 verzi a od serveru Games.cz hodnocení 9/10.